# Особняк Зинаиды Морозовой
Особняк Зинаиды Морозовой — неоготическая усадьба в Пресненском районе Москвы, принадлежавшая Зинаиде Григорьевне Морозовой, жене промышленника Саввы Морозова. Построена по проекту архитектора Фёдора Шехтеля и считается шедевром раннего московского модерна. С 1938 года является Домом приёмов МИД России. Участок земли на улице Спиридоновка Морозовы выкупили в 1893 году, особняк был построен в 1898-м, а для оформления парадных интерьеров был приглашён Михаил Врубель.
После смерти Саввы Морозова его жена продала имение промышленнику и меценату Михаилу Рябушинскому, который был вынужден эмигрировать в 1918 году. После национализации здание было передано в ведомство Наркомата иностранных дел, и позднее переоборудовано в Дом приёмов МИД. Во время Великой Отечественной войны в особняке проходили встречи министров иностранных дел США, Великобритании и Советского Союза. В 1995 году особняк сгорел во время крупного пожара, но был восстановлен по сохранившимся чертежам и фотографиям.

## История

### Предыдущие владельцы
Первые упоминания о доме по адресу Спиридоновка, 17 относятся к середине XVIII века. Тогда территория участка была обширнее и принадлежала тайному советнику Иллариону Воронцову. Главный дом располагался в глубине большого сада и представлял собой классическую городскую усадьбу конца XVIII — начала XIX века.
В 1812 году постройка и прилегающие территории сильно пострадали от московского пожара, и позднее их приобрёл поэт и государственный деятель Иван Дмитриев. В 1814 году он начал строительство нового дома и пригласил молодого архитектора Александра Витберга, который параллельно работал над проектом храма Христа Спасителя. Новая усадьба была возведена на каменном фундаменте и имела деревянные перекрытия, а главным украшением фасада стали два портика с шестью колоннами каждый. В период жизни в Москве Дмитриев часто принимал знакомых писателей, так у него гостили Александр Пушкин и Николай Гоголь.
В 1842 году усадьбу выкупил Николай Тимофеевич Аксаков, брат писателя и театрального критика Сергея Аксакова. Дом стал местом встреч культурных и общественных деятелей, здесь проходили собрания славянофилов. Постепенно хозяин распродавал неиспользуемые участки сада, а в 1893 году оставшуюся часть владений приобрел меценат и промышленник Савва Морозов, записав, как это было заведено, владение  на жену, Зинаиду Григорьевну.

### Особняк при Морозовых
Семья Морозовых решила построить новый дом и в качестве архитектора пригласила молодого Фёдора Шехтеля. Он был знаком с Саввой Морозовым ранее и уже спроектировал для него деревянную дачу на реке Киржачe. Архитектор пользовался популярностью в купеческой среде, но заказ подобного масштаба исполнял впервые. Шехтель был отчислен с третьего курса Московского училища живописи, ваяния и зодчества за регулярные прогулы, поэтому не имел права возводить здания в черте города. Ему пришлось экстерном сдавать экзамены, чтобы подписывать чертежи собственным именем. Всего для проекта было выполнено более 600 чертежей, среди них не только инженерные планы, но и детали интерьера и наброски мебели.
Но даже после успешного окончания учёбы Шехтель не имел права самостоятельно возглавлять работы до января 1894 года, поэтому в качестве руководителя проекта числился Иван Кузнецов, который на тот момент служил его помощником. Строительство смогло начаться без промедлений уже осенью 1893 года — сразу после августовского одобрения плана здания городской управой. Архитектор хотел создать гармоничный образ усадьбы Зинаиды Морозовой, поэтому для декоративного оформления искал самобытного и талантливого художника. Им стал тогда ещё малоизвестный Михаил Врубель. Вместе они проработали над усадьбой четыре года, и в 1898 году строительство было окончено.
Поселившись в новом особняке, Зинаида Морозова превратила своё жилище в светский салон и центр культурной жизни города. У Морозовой гостили общественные деятели и творческая интеллигенция: здесь можно было встретить Сергея Витте, великую княгиню Елизавету Фёдоровну, Антона Чехова, Владимира Немировича-Данченко, Исаака Левитана, Александра Бенуа, Фёдора Шаляпина, который часто выступал в особняке для узкого круга лиц. Князь Сергей Щербатов так вспоминал её приёмы:
Таким интересным явлением был вновь выстроенный дворец огромных размеров и необычайно роскошный в англоготическом стиле на Спиридоновке... Хозяйка, Зинаида Григорьевна Морозова, большого ума, с прирождённым тактом, вся увешанная дивными жемчугами, принимала гостей с поистине королевским величием.
В отличие от жены, своим настоящим домом Савва Морозов считал Никольскую мануфактуру. Он редко принимал участие в светских приёмах и большую часть вечеров проводил в кабинете. Максим Горький, часто навещавший хозяина, так описывал быт семейства:
В кабинете Саввы — всё скромно и просто... за кабинетом — спальня; обе комнаты своей неуютностью вызывали впечатление жилища холостяка. А внизу... во всех комнатах — множество богатых вещей разнообразного характера и одинакового назначения: мешать человеку свободно двигаться.
Увлечённый идеями либерального движения, Морозов разрешал проводить в своём доме собрания земцев-конституционалистов и прятал от полиции революционера Николая Баумана, который спал у него в бильярдной. Меценат признавался, что во время одной из таких ночёвок его посещал с визитом московский градоначальник Анатолий Рейнбот.

### Национализация
После смерти Саввы Морозова его жена не смогла больше оставаться в роскошном особняке, и в 1909 году усадьбу приобрёл предприниматель и меценат Михаил Рябушинский, который хотел жить рядом со своим братом Степаном Рябушинским. Будучи коллекционером, Михаил Рябушинский переделал дом так, чтобы в нём удобно расположилось собрание картин русских и зарубежных авторов: Александра Бенуа, Пьера Ренуара, Франсиско Писарро, Эдгара Дега и других. Новый владелец решил обновить интерьер и пригласил для этого художника Константина Богаевского, который дополнил работу Врубеля тремя панно: «Даль», «Солнце» и «Скала». В 1916 году вторая хозяйка усадьбы — жена Рябушинского Татьяна Фоминишна — родила дочку Татьяну, которая позднее станет известной балериной. Семья прожила в доме недолго и после 1917 года эмигрировала из страны. Часть своей обширной коллекции Михаил Рябушинский отдал на хранение в Третьяковскую галерею, а часть спрятал в стенах особняка, ожидая скорейшего возвращения.
После революции особняк был национализирован и в нём расположился Губернский продовольственный комитет. 8 декабря 1918 года на заседании Московского Съезда Советов здесь выступал Владимир Ленин с речью о борьбе против кулачества и продовольственных спекуляций.
В 1920-х годах в особняке расположился приют для сирот-беженцев из Бухареста, а во флигеле — Узбекский институт просвещения имени Иосифа Сталина. Во время перепланировки в тайнике за шкафом обнаружили клад Рябушинского, там были картины Павла Брюллова, Василия Тропинина, Валентина Серова, Михаила Врубеля, Ильи Репина, мраморный бюст Виктора Гюго работы Огюста Родена и дорогостоящий восточный фарфор. В 1929 году здание было передано Наркомату иностранных дел, и на протяжении девяти лет здание служило жилым домом для народного комиссара Максима Литвинова.

### Дом приёмов МИД
В 1938 году в особняке расположился дом приёмов иностранных делегаций. Здесь неоднократно проходили встречи первых лиц государства. Одним из значимых событий стало подписание Московской декларации в 1943 году. На конференции, которая являлась предпосылкой для создания ООН, присутствовали министры иностранных дел США, Англии и Советского Союза. А в 1963 годы в стенах Особняка Зинаиды Морозовой было принято соглашение о запрете испытаний ядерного оружия в атмосфере, космосе и под водой. В 2015 году на стене дома открыли памятную табличку, увековечившую эти события.
По приказу министра иностранных дел Андрея Громыко с 1973 по 1987 год в здании особняка проходила масштабная реконструкция исторических интерьеров. Во время работ Евгений Константинович Байков, назначенный директором Дома приёмов МИД, самостоятельно искал в антикварных магазинах подходящую мебель, живописные полотна, посуду. Он отмечал, что в начале реставрации здание находилось в крайне плачевном состоянии:
Стены и потолки покрывала толстая корка белил — позже, при расчистке, мы насчитали то ли 17, то ли 19 слоёв. Оказалось, именно столько раз особняк посетил И. В. Сталин. Каждый раз за несколько дней до его визита приходила бригада молодцов-маляров и тщательно пробеливала стены и потолки. Замазывали все — фресковые росписи, позолоту, лепнину... Ужасна была мебель — казённые столы, старые кожаные кресла....
После окончания реставрации сотрудники МИДа подготовили и выпустили альбом с восстановленными интерьерами парадных комнат, В августе 1995 года в здании произошёл серьёзный пожар, который на 70 % уничтожил внутреннее убранство дома. Сильнее всего пострадали аванзал и парадная лестница, были утрачены работы Врубеля и Богаевского. Полная реставрация дома заняла весь последующий год, интерьер удалось восстановить по фотографиям и сохранившимся чертежам Фёдора Шехтеля. И уже в 1996 году здесь проводились заседания саммита Большой восьмёрки

## Современность
Особняк Зинаиды Морозовой остаётся центром политической и общественной жизни города. Здесь регулярно проходят международные конференции и встречи. В марте 2008 года здание посетила Кондолиза Райс и руководитель Пентагона Роберт Гейтс, а в апреле 2017 года — госсекретарь США Рекс Тиллерсон. Парадные залы дворца также становятся площадкой для презентаций экономических форумов и показов коллекций мод. В 2015 году Особняк Зинаиды Морозовой был включён в список музеев, участвующих в днях исторического и культурного наследия (на 2017 год он уже не был заявлен в программе).
В 2019 было решено серьёзно отреставрировать (по историческим чертежам) внешнюю часть особняка. Реставрационные работы были закончены в конце 2021 года; в том числе, отреставрировали и укрепили элементы декора — горгульи из шпиатра, химеры, витражи, а также ограду здания. Внутреняя реставрация особняка планируется в ближайшие годы.

## Архитектура

### Особенности фасада
После окончания университета Савва Морозов отправился изучать мануфактурное дело в Великобританию. Он был поражён английскими неоготическими соборами и в 1893 году задумал строительство собственного дома в этом же стиле. Фёдор Шехтель на тот момент увлекался средневековыми мотивами и смог воплотить желание заказчика в жизнь. Таким образом Савва Морозов ввёл в Москве новую моду на готику среди деловых людей, которые, по словам искусствоведа и историка архитектуры Дмитрия Зубарева, таким способом подчёркивали своё отличие от аристократов и тесную связь с промышленниками Европы.
По задумке архитектора всё очарование усадьбы раскрывается в динамике. Особняк Зинаиды Морозовой стал первым объектом городского зодчества со времён Петра I, который отличался художественной выразительностью всех фасадов. С любого ракурса комплекс создаёт гармоничный живописный образ, появившийся благодаря разным по форме и архитектурной ритмике частям здания. Несмотря на внешние отличия, некоторые искусствоведы отмечают сходство такой композиции с конструкцией древнерусских хором, одной из главных особенностей которых было соответствие внутренних помещений внешним самостоятельным объёмам.
Как и в других работах архитектора, усадьба имеет стилистический центр, создающий общую целостность фасада. В особняке Морозовой им стала двухэтажная башня с массивными оконными проёмами. Ещё один художественный приём, направленный на создание общей согласованности — ритмическое повторение деталей. Восприятие каждого объекта, будь то лестница, терраса или контрфорс, усиливается родственной деталью. Так, за счёт квадратных объёмов в правой части здания, главная башня выглядит более гармонично и величественно.
Чтобы не отвлекать взгляды зрителей от пространственного расположения объектов, Шехтель отказался от массивных декоративных элементов. Главную художественную выразительность берут на себя оконные проёмы. Архитектор сконцентрировал внимание на ритмическом расположении и форме самих окон, размеры и внешний вид которых отличаются на разных фасадах.

### Планировка и интерьеры
Фёдор Шехтель отказался от анфиладной планировки, принятой в то время. Архитектор расположил комнаты дома вокруг пространственного ядра усадьбы, которым является вестибюль и аванзал, их размеры стали образцовыми при проектировании всего здания. Попадая в дом, гости поднимались по лестнице, украшенной змеями и химерами, в светлый и просторный аванзал. С одной стороны от него находились гостиные, а с другой — парадная лестница, ведущая на второй этаж в кабинет Саввы Морозова. Такое расположение комнат сделало вертикальное направление движения таким же значимым, как и горизонтальное, что было необычно для интерьеров XIX столетия.
Интерьеры особняка отвечали требованиям времени и вместе с тем продолжали идею своеобразной «готической декорации», заложенную внешним декором. В контрасте со сдержанным наружным обликом, интерьеры здания богато декорированы деревянной резьбой, цветными витражами в огромных окнах, тяжелыми драпировками, фигурными балюстрадами лестниц, каминами и светильниками. Все оформление создает романтическую атмосферу рыцарского Средневековья. Оформление готических помещений архитектор доверил художнику Михаилу Врубелю. Он украсил малую гостиную тремя панно на тему «Времена дня», а для парадной лестницы создал скульптурную композицию «Роберт и монахини» и витраж «Рыцарь», который по задумке автора располагался не в оконном проёме, а в специальной нише с подсветкой, что обеспечивало равномерную освещённость в течение суток. Внутренние помещения особняка помимо главных комнат выполнены в стилях рококо и ампир и так же разнообразны, как и внешнее убранство. Особое значение здесь отведено причудливые люстры. Любовь Шехтеля к осветительным приборам, стала следствием восхищения технической инновацией.
Михаил Рябушинский, став владельцем Особняка Морозовой, решил обновить интерьер большой гостиной, для чего нанял художника Богаевского, который написал три панно на тему крымских пейзажей, чем усилил образность и возвышенность готических интерьеров Врубеля.

## Особняк в искусстве
Появление богатого и необычного купеческого дома не могло остаться незамеченным. Молва окрестила усадьбу «палаццо» и «московским чудом», а актёр Михаил Садовский сочинил едкую эпиграмму:
Сей замок навевает много дум,
Мне прошлого невольно стало жалко:
Там, где царил когда-то русский ум,
Царит теперь фабричная смекалка.
Некоторые поклонники творчества Михаила Булгакова считают, что в замке Морозовой жила героиня романа «Мастер и Маргарита», но большинство литературоведов не разделяют эту точку зрения. Максим Горький описал дом на Спиридоновке в очерке «Савва Морозов» .
В 2017 году в стенах дома проходили съёмки художественного военного фильма «На Париж». Создатели картины выбрали особняк из-за архитектурных особенностей и сходства фасада с немецкими дворцами.